# 余文樂
余文樂（英語：Shawn Yue Man Lok，1981年11月13日—），香港男演員、男歌手，潮流品牌MADNESS主理人、電子競技職業戰隊MAD Team的老闆。2005年在《頭文字D》中與周杰倫、陳冠希、杜汶澤一同演出令人留下深刻印象，後2010年與楊千嬅演出《志明與春嬌》。2016年演出電影《一念無明》獲第53屆金馬獎提名，但未得獎。

## 早年生活
余文樂早年與父母、一名胞兄與一名胞妹於元朗的村屋和錦繡花園生活。在1993年畢業於港澳信義會黃陳淑英紀念學校，及後入讀天主教培聖中學，讀至1998年中五畢業後，再於基督教香港信義會心誠中學重讀一年中五，並於1999年至2000年期間就讀基督教香港信義會元朗信義中學中六年級，但未完成預科課程便發展演藝事業。初年先在街上被星探發掘，才任職兼職模特兒。

## 演藝生涯
余投入全職模特兒行列並開始其演藝事業。由於他富有時代感的外形，他很快受到廣告商的青睞。及後得到導演和唱片公司的賞識，正式開始投入電影、電視劇及歌唱的演藝事業。出道不久主演香港電台青春劇《青春@Y2K》、《Y2K+01》而為人熟識，合作藝人包括蔡卓妍和唐詩詠。後與環球唱片簽約，發展歌影事業。2002年正式加入樂壇，同年新人包括麥浚龍、蕭正楠，因三人是非不斷，被香港傳媒冠以「是非三人組」的稱號。最初“觸電”的他還是個青澀的新人。《憂憂愁愁的走了》是一部Dogma風格的作品，導演在影片中做了破舊立新的嘗試。余文樂也藉這部充滿實驗意味的電影登上了熒幕。
2003年，因爭獎事件激烈，據稱沒有後台支持的余因而失意香港四大音樂頒獎禮的新人獎。同時，有報道指因余與Twins成員鍾欣桐拍攝電影《一碌蔗》而傳出緋聞，因此與鍾欣桐的另一緋聞男友陳冠希交惡，繼而發生「撞膊事件」，令余文樂、陳冠希二人形象直插谷底。
他曾經主演過多部香港電影，包括《江湖》以及《無間道》，現已成為東南亞著名的年青偶像派電影演員。在《無間道》系列中，他飾演年輕版梁朝偉，即劇中角色「陳永仁」，後又在電影《江湖》中飾演年輕版的劉德華，然後於《無間道II》中擔正成為主角與其他影帝如曾志偉、黃秋生、吳鎮宇合作。
2004年，鄧小平百年壽辰，上影集團投拍了獻禮巨片《鄧小平·1928》。他在電影中扮演鄧小平的助手，革命青年薛浦生。在電影《頭文字D》中，他飾演「中里毅」，該片亦由周杰倫、陳冠希、杜汶澤主演。他的演出令人留下深刻印象，憑此電影打入日本市場，簽約日本經理人公司。
2007年应邀担任日本天后級歌手滨崎步的《Glitter》以及《Fated》两個PV的男主角。
2008年，余文樂憑電影《第一誡》榮獲韓國富川國際電影節最佳男主角，與鄭伊健共享影帝殊榮。
2010年，余文樂出演《志明與春嬌》與楊千嬅飾演姊弟戀情侶。由於口碑佳於2012年再出演《春嬌與志明》。
2016年演出電影《一念無明》獲得第53屆金馬獎評審讚揚，但未得獎。
2017年，余文樂出演《春嬌救志明》，該電影成為「2017年香港華語票房冠軍電影」。
2017年11月，余文樂出演電影《狂獸》，飾演漁民走私集團頭子，接受訪問時笑言導演李子俊像變態，表示自己和張晉都覺得愈拍愈瘋，導演像跟他們有仇，每天特技化妝四小時，落妝一小時，在水深十呎對打，真的累死了。在水底打鬥有很多不穩定因素，日日不見天日，落到海要自己照顧自己，心情好像跌入黑洞，海水不停衝入鼻，心想：「拍完未？我就死了！」。該劇亦是余文樂從影以來鮮有的反派角色。
2018年1月，余文樂接受楊千嬅邀請擔任《楊千嬅三二一GO！演唱會》的尾場嘉賓。

## 感情生活
2016年12月，余文樂與台灣皮帶大王千金王棠云戀情公開，更拍拖到深圳欣賞籃球賽。其間，余介紹身旁的籃球明星易建聯給女友認識。
2017年12月5日，余突然於社交網站宣佈結婚，並貼上婚禮照片，配上愛妻宣言。
2018年5月10日，妻子王棠云在香港港安醫院剖腹產下7磅兒子余初见Cody Yue。
而婚後亦不時於網上公開稱讚妻子，如稱讚她幫忙把行李箱的東西放得十分整齊等。
2020年6月21日，余宣布妻子再度懷孕。同年12月5日，余文樂宣布妻子早已在9月產女，名為余初心Celest Yue，母女平安。

## 演出

### 電視劇
| 年度      | 播出頻道           | 劇名         | 飾演               |
| --------- | ------------------ | ------------ | ------------------ |
| 2000      | 香港電台           | 青春@Y2K     | 陳永樂             |
| 2001      | 香港電台           | Y2K+01       | 余文樂             |
| 2002      | 台灣中視、亞洲電視 | 愛情白皮書   | 歐陽掛居           |
| 2006      | 亞洲電視           | 浴火鳳凰     | 向隨想             |
| 2007      |                    | 純白之戀     | 王志浩             |
| 2007      | 特警出擊           |              |                    |
| 2010      | 台灣華視           | 熊貓人       | 羅漢               |
| 2014      | 福建厦门影视频道   | 玲瓏局       | 方翰文             |
| 2014      | 騰訊視頻           | 微時代       | 華三毛             |
| 2016      |                    | 我的愛對你說 | 丁福乐             |
| 2016-2017 | 騰訊視頻、啊蒙寬頻 | 特務         | 葉光仙，第二男主角 |
| 2018      | 網絡劇             | 冒險王衛斯理 | 衛斯理             |
| 待播      | 谷雨               |              |                    |
| 待播      | 網絡劇             | 冬城獵兇     |                    |
| 待播      |                    | 失憶之城     | 冰                 |

### 電影
| 年度   | 片名               | 飾演              |
| ------ | ------------------ | ----------------- |
| 2001年 | 憂憂愁愁的走了     | --                |
| 2002年 | 一碌蔗             | 阿凡              |
| 2002年 | 飛虎雄獅           | 耶穌              |
| 2002年 | 無間道             | 青年陳永仁        |
| 2003年 | 行運超人           | 警察              |
| 2003年 | 下一站…天后        | 阿榮              |
| 2003年 | 百分百感覺2003     | Jerry             |
| 2003年 | 無間道II           | 青年陳永仁        |
| 2003年 | 無間道III終極無間  | 青年陳永仁        |
| 2003年 | 尋找周杰倫         | 宇仔              |
| 2004年 | 我的大嚿父母       | 康祈祖            |
| 2004年 | 江湖               | 翼仔              |
| 2004年 | 精裝追女仔2004     | 傻強              |
| 2004年 | 鄧小平·1928        | 薛浦生            |
| 2005年 | 黑白戰場           | 發仔              |
| 2005年 | 頭文字D            | 中里毅            |
| 2005年 | 猛龍               | 阿樂              |
| 2006年 | 春田花花同學會     | 警察通訊員        |
| 2006年 | 龍虎門             | 石黑龍            |
| 2006年 | 妄想               | 劉成坤            |
| 2006年 | 臥虎               | 刀手              |
| 2007年 | 男兒本色           | 方弈威            |
| 2007年 | 危險人物           | 譚健鋒            |
| 2007年 | 男才女貌           | 楊樂              |
| 2007年 | 塚愛               | 段恩明            |
| 2007年 | 破事兒             | 初級殺手          |
| 2008年 | 花花型警           | 麥克民（Michael） |
| 2008年 | 軍雞               | 成島亮            |
| 2008年 | 青苔               | 仗角              |
| 2008年 | 第一诫             | 李國強            |
| 2009年 | 同門               | 伍寶              |
| 2009年 | 幻雨追緝           | 孟子              |
| 2010年 | 志明與春嬌         | 張志明            |
| 2010年 | 童眼               | 阿樂              |
| 2010年 | 精武風雲·陳真      |                   |
| 2010年 | 荒村公寓           | 郭徑              |
| 2010年 | 劍雨               | 雷彬              |
| 2012年 | 情謎               | 方亦楠            |
| 2012年 | 春嬌與志明         | 張志明            |
| 2012年 | 醉後一夜           | 沈偉              |
| 2012年 | 車手               | 陳翔              |
| 2012年 | 血滴子             | 海都              |
| 2013年 | 救火英雄           | 游邦潮            |
| 2013年 | 飛虎出征           | 陈铭富            |
| 2014年 | 香港仔             | Dan               |
| 2014年 | 閨密               | 喬立              |
| 2014年 | 金雞SSS            | 地铁嫖客          |
| 2015年 | 賭城風雲II         | 阿樂              |
| 2015年 | 赤道               | 范家明            |
| 2015年 | 迷城               | 郭少聰            |
| 2015年 | 陀地驅魔人         | 劉江              |
| 2016年 | 賭城風雲III        | 阿樂              |
| 2016年 | 一念無明           | 黃世東            |
| 2017年 | 春嬌救志明         | 張志明            |
| 2017年 | 悟空傳             | 楊戩 (二郎神)     |
| 2017年 | 狂獸               | 江貴成            |
| 2020年 | 怪物先生(網絡首播) | 猛哥              |
| 2024年 | 絕密任務           | 蝙蝠              |

### 綜藝節目
| 2023年 | 周游记2 | 香港电影男演员、男歌手，潮流品牌MADNESS主理人、电子竞技职业战队MAD Team的老板 |

### 配音
- 2010年：《魔髮奇緣》

### 廣告

#### 平面廣告
- Sony（2000）
- Extra（2000）
- Instant-Dict快譯通（2000）
- Timberland（2001）
- Adidas（2001）
- 香港貿易發展局2000/2001場刊
- Giodano《Blue Stars》2000 Winter
- Giodano Taiwan2001 Spring/Summer
- IDD 0060（2001）
- Giodano Hong Kong 2001 Winter
- Giodano Spring/Summer 2002
- Diamond Line Valentine Print Adv（2002）
- Gillette鬚刨（2002）
- Meko 薄荷糖
- Shiseido Pureness Product
- levi's 路.我主导
- Qoros, Qoros 5 SUV (2017)
- Tommy Hilfiger
- 澳門新濠影匯《狂電派》(2018)

#### 電視廣告
- Sony Memory Stick Viewcam（2001）
- 7-up soft drink（2001）
- Heng Sang Bank Credit Card恒生信用卡（2001）
- 東方紅纖體清穢丸（2001）
- 安東時間運動休閑鞋
- 代言碧柔男士洗面乳
- 可口可樂「龍鳳檸樂」
- Pizza Hut「N發現」（2008）
- Tommy Hilfiger
- 澳門新濠影匯《狂電派》(2018)

### 曾參與表演
- 2000年：Timberland
- 2000年：Armani Exchange
- 2001年：Agnes b
- 2001年：Starz People Graduation Ceremony
- 2001年：IT fashion show
- 2001年：Armani Exchange
- 2001年：Puma Hit Wave DJ Nite
- 2001年：Heelys Shoes Ribbon Cut
- 2001年：Colombia SportWear Presentation
- 2001年：Diamond Line Girl Contest
- 2001年；新港城中心『冰天雪地夢幻遊蹤』
- 2001年：黃金海岸商場『勁唱熱跳Count Down夜』

## 音樂

### 個人唱片
| 專輯 # | 專輯名稱                          | 專輯類型 | 發行公司          | 發行日期       | 曲目 |
| ------ | --------------------------------- | -------- | ----------------- | -------------- | --- |
| 1st    | Private Room                      | EP       | 環球唱片          | 2002年9月24日  | 曲目 1. Computer Data 2. 全面收購（Music Video） 3. 全面收購 4. 還你門匙 5. 我哋 6. 運動太好 7. 紙巾 8. 全面收購（160mph Remix） |
| 2nd    | Lost And Found                    | EP       | 環球唱片          | 2003年9月5日   | 曲目 CD 1. 失戀博物館 2. 最愛指數 3. 放心放手 4. 兩湯一麵 5. 愛快羅密歐 6. 司機 7. 一直等待（國語） VCD 1. 最愛指數 Music Video |
| 2nd    | Lost And Found（內地版） 一直等待 | 大碟     | 環球唱片 星文唱片 | 2003年9月      | 曲目 CD 1. 一直等待（國語） 2. 失戀博物館 3. 還你門匙 4. 司機 5. 兩湯一麵 6. 全面收購 7. 紙巾 8. 愛快羅密歐 9. 放心放手 10. 最愛指數 |
| 3rd    | 生還者                            | EP       | 環球唱片          | 2004年11月17日 | 曲目 CD 1. 生還者 2. 南拳 3. 雷霆傘兵 4. 護衛 5. 人民英雄 6. 生還者（Acoustic Mix） 7. 堅強（國語） VCD 1. 生還者MV 2. 余文樂 '生還者' 之三日兩夜外展訓練營                                                                                  |
| 3rd    | 生還者（第二版）                  | EP       | 環球唱片          | 2005年2月4日   | 曲目 CD 1. 生還者 2. 南拳 3. 雷霆傘兵 4. 護衛 5. 人民英雄 6. 生還者（Acoustic Mix） 7. 堅強（國語） VCD 1 1. 生還者MV 2. 余文樂 '生還者' 之三日兩夜外展訓練營 VCD 2 1. 護衛MV 2. 南拳MV 3. 堅強MV                                            |
| 4th    | Whether Or Not                    | 大碟     | 環球唱片          | 2005年10月21日 | 曲目 1. 晴天行雷 2. 識笑識走 3. 一二三紅綠燈 4. 名牌 5. 下一次真愛（國語） 6. 南拳（國語） 7. 風雨（國語） 8. 交換（國語） 9. 原因（國語） 10. 角落（國語） 11. 堅強（國語）                                                                 |
| 5th    | 不是明星（國語專輯）              | 大碟     | 東亞唱片          | 2011年4月13日  | 曲目 CD 1. 不是明星 2. 給我一杯 3. 喂！喂！ 4. 其實我們很熟 5. 默背妳的心碎 6. 男人愛麻煩（余文樂/陳奐仁） 7. 快瘋了 8. 你說我太帥 9. 有骨氣 10. 給我一杯（NIGO® REMIX） DVD 1. 不是明星MV 2. 給我一杯MV 3. 其實我們很熟MV 4. 默背妳的心碎MV |

### 單曲
- 《明知故犯》（與張燊悅合唱）(收錄於張燊悅《Angel Of Mercy》專輯)
- 《純白之戀》主題曲（與張娜拉合唱）
- 《無言以愛》（《男才女貌》主題曲）

## 派台歌曲成績
| 四台派台歌曲最高位置 | 四台派台歌曲最高位置 | 四台派台歌曲最高位置 | 四台派台歌曲最高位置 | 四台派台歌曲最高位置 | 四台派台歌曲最高位置 | 四台派台歌曲最高位置                        |
| -------------------- | -------------------- | -------------------- | -------------------- | -------------------- | -------------------- | ------------------------------------------- |
| 唱片                 | 歌曲                 | 903                  | RTHK                 | 997                  | TVB                  | 備註                                        |
| 2002年               |                      |                      |                      |                      |                      |                                             |
| Angel of Mercy       | 明知故犯             | -                    | -                    | 10                   | -                    | 與張燊悅合唱 原唱者為許美靜                 |
| Private Room         | 全面收購             | 4                    | 5                    | 1                    | 2                    | 首支冠軍歌                                  |
| Private Room         | 還你門匙             | 12                   | 3                    | 3                    | 3                    |                                             |
| Private Room         | 我哋                 | 17                   | -                    | 13                   | -                    |                                             |
| 2003年               |                      |                      |                      |                      |                      |                                             |
| Lost And Found       | 司機                 | 14                   | -                    | 16                   | -                    |                                             |
| Lost And Found       | 最愛指數             | 7                    | 15                   | 5                    | -                    |                                             |
| Lost And Found       | 失戀博物館           | 15                   | -                    | 10                   | 6                    |                                             |
| 2004年               |                      |                      |                      |                      |                      |                                             |
| 生還者               | 生還者               | 6                    | 2                    | 3                    | 2                    |                                             |
| 生還者               | 南拳                 | 2                    | 11                   | 7                    | 1                    |                                             |
| 2005年               |                      |                      |                      |                      |                      |                                             |
| 生還者               | 護衛                 | -                    | -                    | 10                   | -                    |                                             |
| Whether Or Not       | 名牌                 | 4                    | 16                   | 6                    | 1                    |                                             |
|                      | 電子歌姬             | 16                   | -                    | -                    | -                    | 與劉浩龍、吳雨霏、薛凱琪合唱                |
| Whether Or Not       | 晴天行雷             | 1                    | 3                    | 4                    | 6                    |                                             |
| Whether Or Not       | 識笑識走             | -                    | -                    | -                    | -                    |                                             |
| 2011年               |                      |                      |                      |                      |                      |                                             |
| 不是明星             | 不是明星             | 4                    | 19                   | 3                    | -                    |                                             |
| 不是明星             | 其實我們很熟         | -                    | -                    | -                    | -                    |                                             |
| 不是明星             | 男人愛麻煩           | -                    | -                    | -                    | -                    | 與陳奐仁合唱                                |
| 2012年               |                      |                      |                      |                      |                      |                                             |
| 春嬌與志明Single     | 氾濫                 | 20                   | -                    | -                    | -                    | 電影《春嬌與志明》宣傳歌曲 以張志明之名派台 |
| 寰亞時代             | 沉迷                 | 12                   | -                    | -                    | -                    | 電影《車手》宣傳歌曲                        |

| 各台冠軍歌總數 | 各台冠軍歌總數 | 各台冠軍歌總數 | 各台冠軍歌總數 | 各台冠軍歌總數    |
| -------------- | -------------- | -------------- | -------------- | ----------------- |
| 903            | RTHK           | 997            | TVB            | 備註              |
| 1              | 0              | 1              | 2              | 四台冠軍歌總數：0 |

## MTV拍攝
- 梁詠琪 - 《繼續愛》
- 游鴻明 - 《樓下那個女人》
- 香港電台 - 完全學生手冊之記錄17歲
- 香港電台 - Music Appreciation
- 有線電視 - 音樂台WE WE Wet Wet
- 新城電台Young!我們造得更好夏令行動 - 《Young!我們造得更型》
- 商業電台雷霆881 - 戀上你的床廣播劇《好趁青春留倩影》
- 張韶涵 - 《靜不下來》
- 鄭　融 - 《失蹤主角》
- 鄭　融 - 《紅綠燈》
- 濱崎步 - 《距愛～Distance Love～》
- 吳雨霏 - 《人非草木》（導演）
- Super Girls - 《有事發生》

## 獎項
- 2002年：PM 新世紀最具人氣男新星
- 2002年：2002年度叱咤樂壇流行榜頒獎典禮 叱咤樂壇生力軍男歌手銀獎
- 2002年：2002年度十大勁歌金曲頒獎典禮 新星試打金曲獎（還你門匙）
- 2008年：韓國富川國際電影節 最佳男主角
- 2017年: 第五屆十大華語表彰典禮 年度男演員［一念無明］

## 潮流品牌
- 2010年，余文樂創立個人潮流品牌COMMON SENSE(CMSS)
- 2014年，創立MADNESS服飾品牌，一個讓余文樂分享個人時尚與生活喜好的平台。余文樂期望“MADNESS BREEDS MADNESS”，以madness這種每個人都應該擁有的「神經」與「瘋狂」特質，孕育出像他一樣能夠創造藝術的同道中人。產品貫徹余文樂的簡約風格[13]，配合細節與舒適的物料，以網購形式讓世界各地更多人都有機會分享，並於2016年10月於北京市三里屯開設實體店鋪。[14]

## 電子競技
MAD TEAM
2017年11月，余文樂於台灣成立瘋狂電競有限公司，並向ahq電子競技俱樂部收購英雄聯盟2017年夏季GCS菁英挑戰聯賽冠軍ahq-fighter以及傳說對決ahq White兩支戰隊。並更名為MAD Team。。

## 軼聞
- 余文樂為愛車之人，並擁有多輛名車，例如他於2012年用了超過80萬元買入黑色的Range Rover Evoque越野車。[16]

## 爭議事件

### 上載一張抱着幼童駕車的照片
2013年7月，余文樂在互聯網上載一張抱着幼童駕車的照片，照片其後於討論區廣泛流傳。余因發覺照片可能會誤導他人，所以於上載照片約40多分鐘後便將之刪除。而警察公共關係科的發言人就表示未曾接獲有關的投訴。

### 有关反修例运动被迫表態
余文樂於2019年10月5日被指在Twitter上，於休斯頓火箭隊總經理達雷爾·莫雷支持香港反對逃犯條例修訂草案運動的貼文上寫上辱罵字句；随后余文樂本人於其Instagram否認事件，並澄清遭到冒充。

## 外部連結
- 余文樂的新浪微博
- 余文樂的Facebook專頁
- 余文樂的Instagram帳戶
- 余文樂在互联网电影资料库（IMDb）上的資料（英文）
- 余文樂在香港影庫上的簡介
- 余文樂在时光网上的簡介（简体中文）
- 余文樂在豆瓣上的资料（简体中文）